# لس آنجلس سل
لس آنجلس سل یکی از باشگاه‌های حرفه‌ای فوتبال بود که در لس‌آنجلس و در حومهٔ شهر کارسون، کالیفرنیا قرار داشت.این باشگاه از تیم‌های لیگ حرفه‌ای فوتبال زنان (آمریکا) بود.
از سال ۲۰۰۹ لس آنجلس سل بازی‌های خانگی خود را در ورزشگاه هوم دیپو سنتر انجام می‌داد.
این تیم به شرکت‌های بلو استار(Blue Star)، ال ال سی (LLC)وآ ای جی(AEG) متعلق بودو توسط این شرکت‌ها اداره می‌شد. در ۲۸ ژانویهٔ ۲۰۱۰ این تیم منحل شد.